# Filature Charles Houiller
La filature Charles Houiller est une manufacture située dans la commune d'Elbeuf, en France.

## Localisation
L'édifice est situé à Elbeuf, commune du département français de la Seine-Maritime, 12 rue de la République.

## Historique
La société cesse ses activités vers 1870. Les ateliers sont transformés en habitations.
L'édifice est inscrit au titre des monuments historiques le 28 novembre 1997.

## Description
Les ateliers sont à pans de bois et surélevés au cours du XIXe siècle.